# Ringsted
Ringsted é um município da Dinamarca, localizado na região este, no condado de Vestsjaelland.
O município tem uma área de 295,48 km² e uma  população de 30 418 habitantes, segundo o censo de 2004.
A principal atracção turística é a sua catedral (Sank Bents, dedicada a São Bento), onde estão sepultados alguns dos primeiros monarcas da Dinamarca. Esta catedral foi erguida em 1170 e é tida como a mais antiga igreja de tijolo de toda a Escandinávia.
Dada a sua localização entre duas rotas comerciais, esta cidade foi outrora um a cidade mercantil e assento das assembleias de governo regional - denominadas landsting - centros de decisão e legislação sobre as grandes questões nacionais. As três pedras no centro da praça do mercado eram usadas há centenas de anos pelos membros da landsting. Ringsted ganhou notoriedade em 1131, quando Knud (Canuto) Laward duque do Sul da Zelândia foi assassinado nos bosques vizinhos pelo seu ciumento primo Magnus.
Dispõe de uma pousada da juventude, instalada numa antiga casa militar denominada "Amtstuegaard".